# 尼古拉·罗巴切夫斯基
尼古拉·伊万诺维奇·罗巴切夫斯基（俄语：Никола́й Ива́нович Лобаче́вский，1792年12月1日—1856年2月24日），俄羅斯數學家，非歐幾何的早期發現人之一。

## 生平
他父親是文員，在羅氏七歲時便逝去。他們一家遷到东部的喀山。羅氏有兩個兄弟，三人都在政府的獎學金下升讀中學。1807年羅氏進入成立了不足三年的喀山大學攻讀數學和物理。有傳記作者寫：「當時學系的氣氛十分好。學生充滿熱誠，夜以繼日地尋求知識。從德國來的優秀學者都是好老師。羅氏在他的每一科都做得很好。」這些老師之中包括高斯的好友马丁·巴特尔斯。
自1811年，他便在喀山大学任教，並曾任校長。他教授了許多數學、物理和天文的課程，還以講解清晰詳細著稱。
在數學上，他獨立發展非歐幾何、当德兰-格拉夫方法和實數上的函數定義。
威廉·金頓·克利福德由於他的工作成果的革命性特徵，把羅巴切夫斯基稱為“幾何學的哥白尼”。

## 荣誉
- 1972年发现的洛巴切夫斯基小行星（1858 Lobachevskij）是为了纪念他而命名的。
- 月球的罗巴切夫斯基隕石坑被以他的名字命名。
- 喀山联邦大学数学奖罗巴切夫斯基奖（英语：Lobachevsky Prize）。